# Juozas Žemaitis
Juozas Žemaitis (ur. 30 sierpnia 1926 w Sparviniai, gmina Gryszkabuda, zm. 5 października 2021 w Mariampolu) – litewski duchowny rzymskokatolicki, w latach 1991-2002 biskup wyłkowyski.

## Życiorys
Święcenia kapłańskie przyjął 25 września 1949. 10 marca 1989 został mianowany administratorem apostolskim Wyłkowyszek ze stolicą tytularną Tabaicara. Sakrę biskupią otrzymał 18 marca 1989. 24 grudnia 1991 objął rządy w diecezji wyłkowyskiej. 5 stycznia 2002 przeszedł na emeryturę. Zmarł 5 października 2021.